# Terremoto di Firenze del 1895
Il terremoto di Firenze del 1895 è stato un evento sismico verificatosi il 18 maggio alle ore 20:55:12 italiane nel capoluogo toscano e nell'area del Chianti fiorentino a sud della città. La magnitudo momento stimata di quell'evento è stata di 5.4 della scala Richter, mentre l'epicentro stimato è stato nel distretto sismico denominato Zona Chianti.

## Danni

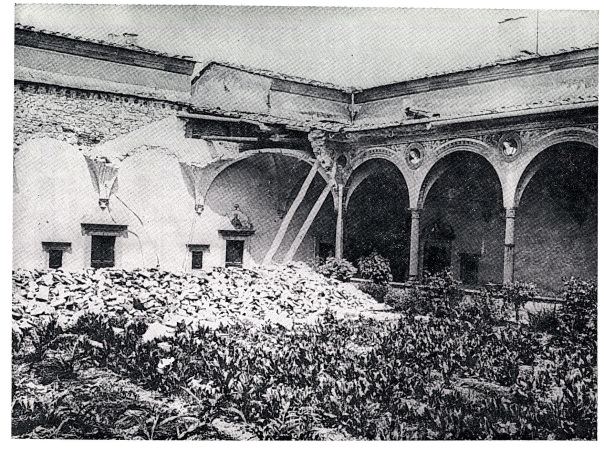
Chiostro grande della Certosa del Galluzzo

I principali effetti del sisma si verificarono a sud della città, dove fu raggiunto l'VIII grado della scala Mercalli, mentre a Firenze gli effetti furono del VII grado.
Nei pressi di Grassina e Antella vi furono tre morti nel crollo di case coloniche, mentre la villa medicea di Lappeggi subì danni rilevanti; una quarta vittima perse la vita nel crollo di un edificio a San Martino a Strada; nel capoluogo, invece, pur non essendoci stati decessi, si contarono sei feriti e un centinaio circa di edifici inagibili.

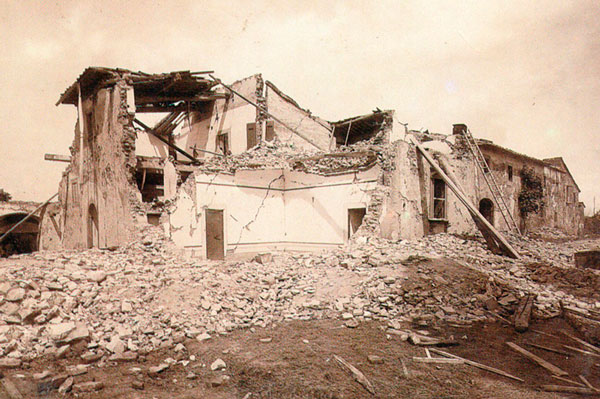
Danni a San Martino a Strada

Sia a Firenze che nei dintorni furono molti gli edifici monumentali gravemente danneggiati, soprattutto chiese; i danni più rilevanti si verificarono alla certosa di Firenze, dove crollò un intero lato del chiostro grande, danneggiando numerose opere d'arte. Danni più lievi furono riscontrati anche al campanile di Giotto, al battistero e alla cattedrale, dove si aprirono numerose crepe. Lesioni parziali furono riscontrate anche alla basilica di Santa Croce, alla basilica di San Lorenzo, alla badia fiorentina e alla chiesa di Santa Maria del Carmine. Danni minori si verificarono anche a palazzo Pitti, a palazzo Medici Riccardi, al palazzo degli Uffizi, a palazzo Strozzi, al museo di San Marco e al museo nazionale del Bargello, dove però furono danneggiate alcune collezioni d'arte; fuori dal centro storico venne danneggiata anche la chiesa di San Leonardo in Arcetri.

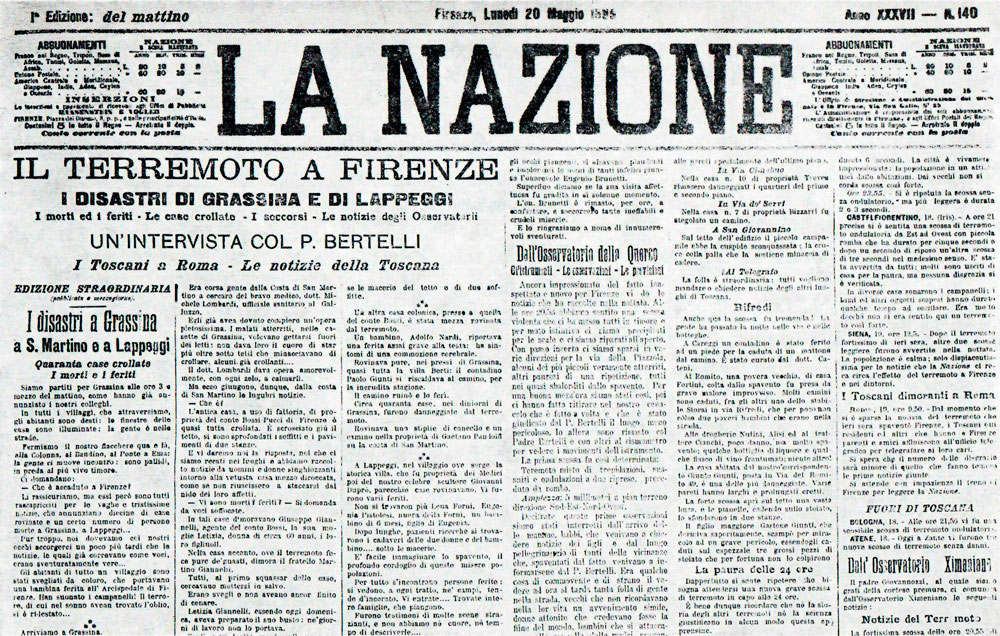
La Nazione del 20 maggio 1895

Il sisma fu seguito da una forte replica il 6 giugno 1895, che però non causò ulteriori danni o vittime, mentre le scosse di assestamento di intensità decrescente proseguirono fino al giugno 1896.